# Australorp
Australorp er en tung hønserace, som stammer fra Australien, og den er den eneste hønserace med australsk oprindelse.
Den er fremavlet af sort orpington. Dens oprindelige navn er australsk sort orpington. Racen har været i Norge siden 1940-tallet, og det er en af de bedste æglæggere i verden. Den er let at opfostre, og har kød af høj kvalitet. Det gør den til en udmærket husholdningsrace. Den ruger sjældent, og er heller ikke så god til at tage vare på kyllinger. Racen er hurtigvoksende og får fjer ganske tidligt. Den er en nem, rolig og medgørlig race, som er nem, at tæmme. Mange falder for den grønne glans i fjerdragten og dens store, mørkebrune øjne, som ser næsten sorte ud. Dværgvarianten stammer fra Tyskland. Æggene er lysebrune, og vejer 55 gram for store, og 35 gram for dværge. Hanen vejer 3,5 kg og hønen vejer 2,5 kg. For dværgracen vejer hanen 1 kg og hønen 800 gram.

## Farvevariationer
- Hvid
- Sort
- Gråblå